# 非阿贝尔群
数学里的非阿贝尔群，也称非交换群，是一種群。它由自身的集合G和二元運算 * 構成，在符合群的定義之餘，G至少存在两个元素a和b，满足条件{\displaystyle a*b\neq b*a}。

非阿贝尔是为了與阿贝尔群區分開來，其中所有的元素都满足交换律。
非阿贝尔群在数学和物理中广泛存在。最小的非阿贝尔群是6阶二面体群。物理中的常见例子是三维中的旋转群（绕不同的轴的旋转交换顺序会造成不同的结果），這也称作四元群。
连续群和离散群都有可能是非阿贝尔的。 大多数有趣的李群都是非阿贝尔的，它们在规范场论中扮演着重要角色。

## 引用
1. ↑  Dummit, David S.; Foote, Richard M.  3rd. John Wiley & Sons. 2004. ISBN 0-471-43334-9.
2. ↑  Lang, Serge. . Graduate Texts in Mathematics. Springer. 2002. ISBN 0-387-95385-X.